# João II da Bulgária
João II (em búlgaro: Иван II; romaniz.: Ivan II; também Йоан II - Ioan II) foi o imperador da Bulgária entre 1298 e 1299. Não se sabe quando ele nasceu, mas provavelmente não foi muito antes de 1290. Ele se tornou um monge pouco antes de morrer em 1330.

## História
João II sucedeu ao seu pai, Emiltzos, como imperador em Tarnovo em 1298. O novo governante era uma criança e o poder estava de fato nas mãos de sua mãe, um filha de nome desconhecido do sebastocrator Constantino Paleólogo e sobrinha de Miguel VIII Paleólogo conhecida apenas como "Emiltzena" ("esposa de Emiltzos). A imperatriz viúva aparentemente conseguiu derrotar os irmãos de Emiltzos, Radoslau e Vojsil, que posteriormente se refugiaram no Império Bizantino e passaram a servir aos bizantinos. Para enfrentar a ameaça da invasão do príncipe mongol Tzacas, a mãe de João II buscou uma aliança com Aldimir (Eltimir), o irmão do antigo imperador Jorge Terter I. Ele se casou com a filha de Emiltzos, Maria (Marija), recebeu o título de déspota (o que pode ter ocorrido antes) e passou a ser o proprietário de extensas fazendas perto de Krăn. Em 1299, o governo búlgaro tentou sem sucesso se colocar como aliado do rei sérvio Estêvão Milutino no lugar de Andrônico II Paleólogo.
Os regentes de João II não conseguiram consolidá-lo na posição e acabaram abandonando Tarnovo para Tzacas, que se autoproclamou imperador em 1299. João II e sua corte foram realocados para as novas propriedades de Aldimir, onde é possível que eles ainda estivessem quando o sobrinho de Aldimir, Teodoro Esvetoslau, ascendeu ao trono em 1300. Em 1305, a mãe de João II estava negociando com o governo bizantino em Constantinopla em nome de Aldimir e do filho, mas, depois que Aldimir foi subjugado por Teodoro Esvetoslau no mesmo ano, a família toda desaparece do registro histórico.
João II passou o resto de sua vida como exilado no Império Bizantino sob o nome de Iōannēs Komnēnos Doukas Angelos Branas Palaiologos e se tornou monge pouco antes de morrer, assumindo o nome eclesiástico de José. Ele morreu antes de 1330.